# Референдум щодо суверенітету Квебеку (1995)
Другий референдум щодо державного суверенітету Квебеку відбувся 30 жовтня 1995 року. Ініціатором його стала правляча на той момент Квебекська партія. Під час голосування з рекордно високою для Квебеку явкою (93,5 % виборців), 2 308 360 (49,42 %) громадян висловилося за незалежність. Серед франкомовних, більшість із яких складали етнічні квебекці, незалежність підтримало 60 %, тоді як серед англо-квебекців і алофонів (людей із рідною мовою іншою, ніж французька чи англійська) підтримка суверенітету була незначна.

## Історія
Ідея створення у Квебеку незалежної держави існувала щонайменше з XIX століття. Під час Повстання Патріотів 1837—1838 років Луї-Жозеф Папіно і Нельсон проголосили в Нижній Канаді незалежну республіку.
У 1930-ті роки Льонель Гру виступав за створення у Квебеку «Французької держави» (фр. État français).
Під час Тихої революції ідея незалежності набула нових сил. Про можливість незалежності говорив, зокрема, Данієль Джонсон (батько).
Під час відвідання Квебеку в 1967 році Шарль де Голль проголосив з балкона мерії Монреалю: «Хай живе вільний Квебек!».
За суверенітет відкрито виступала Квебекська партія на чолі з Рене Левеком, створена у 1968 році внаслідок об'єднання кількох сувереністських рухів.
Фронт визволення Квебеку — маргінальна терористична організація — прагнула створення у Квебеку незалежної соціалістичної держави.
У 1976 році Квебекська партія прийшла до влади, а в 1980-му організувала перший референдум щодо суверенітету. Референдум закінчився поразкою, адже коло 60 % виборців проголосувало проти.
У 1982 році Канада приймає нову Конституцію, яка не влаштовує Квебек. Конституційні переговори поміж урядом Квебеку та іншими провінціями закінчуються невдачею: під час всеканадського референдуму 1992 року більшість громадян Канади відкидає компромісний варіант конституційної угоди.
У 1994 році Квебекська партія знов приходить до влади. У 1995 році прийнято закон про новий референдум.

## Питання референдуму
| Чи ви згодні щоб Квебек став суверенним, після того, як формально запропонує Канаді нове економічне і політичне партнерство, відповідно до проекту закону про майбутня Квебеку і домовленості, що її підписано 12 червня 1995 ?Оригінальний текст (фр.) Acceptez-vous que le Québec devienne souverain, après avoir offert formellement au Canada un nouveau partenariat économique et politique, dans le cadre du projet de loi sur l'avenir du Québec et de l'entente signée le 12 juin 1995 ? |

## Результати
| Ні: 2 362 648 (50,58 %) |  |  | Так: 2 308 360 (49,42 %) |
| ▲                       |  |  |                          |